# Associazione Calcio Prato 2010-2011
Questa pagina raccoglie le informazioni riguardanti l'Associazione Calcio Prato nelle competizioni ufficiali della stagione 2010-2011.

## Rosa
| N. |                   | Ruolo | Calciatore           |
| -- | ----------------- | ----- | -------------------- |
|    | Italia (bandiera) | C     | Mattia Baldini       |
|    | Italia (bandiera) | A     | Pasquale Basilico    |
|    | Italia (bandiera) | D     | Lorenzo Collacchioni |
|    | Italia (bandiera) | C     | Alessandro Corvesi   |
|    | Italia (bandiera) | D     | Michele De Agostini  |
|    | Italia (bandiera) | P     | Gianmarco D'Oria     |
|    | Italia (bandiera) | D     | Luca Ferri           |
|    | Italia (bandiera) | C     | Giulio Fogaroli      |
|    | Italia (bandiera) | C     | Tommaso Gialdini     |
|    | Italia (bandiera) | C     | Marco Gori           |
|    | Italia (bandiera) | D     | Giuliano Lamma       |
|    | Italia (bandiera) | D     | Alessandro Malomo    |
|    | Italia (bandiera) | A     | Lorenzo Morelli      |
|    | Italia (bandiera) | C     | Tommaso Morosini     |
|    | Italia (bandiera) | C     | Luigi Pagliuca       |

| N. |                      | Ruolo | Calciatore              |
| -- | -------------------- | ----- | ----------------------- |
|    | Italia (bandiera)    | P     | Edoardo Pazzagli        |
|    | Italia (bandiera)    | C     | Gabriele Piantoni       |
|    | Italia (bandiera)    | D     | Fabio Sacenti           |
|    | Italia (bandiera)    | C     | Andrea Schenetti        |
|    | Brasile (bandiera)   | A     | Diego Silva Reis        |
|    | Italia (bandiera)    | D     | Lorenzo Tafi            |
|    | Francia (bandiera)   | C     | Anthony Taugourdeau     |
|    | Italia (bandiera)    | A     | Gabriele Vangi          |
|    | Australia (bandiera) | A     | Massimiliano Varricchio |
|    | Italia (bandiera)    | D     | Mickael Varutti         |
|    | Brasile (bandiera)   | A     | Lineker Vaz Costa       |
|    | Australia (bandiera) | A     | Massimiliano Vieri      |
|    | Italia (bandiera)    | D     | Rocco Visibelli         |
|    | Italia (bandiera)    | C     | Iacopo Zagaglioni       |